# چرخ‌ریسک‌نمای شمالی
چرخ‌ریسک‌نمای شمالی (نام علمی: Setophaga americana) نام یک گونه از سرده شاپرک‌خوارها است.